# 上海外国语大学西外外国语学校
上海外国语大学西外外国语学校是位於中华人民共和国上海市松江區方松街道的一所擁有幼兒園、小學、初中、高中的全日制寄宿制學校。，成立於2005年。該校由上海外國語大學與上海西外投資管理公司合作辦學。